# Charlotte Kalla
Marina Charlotte Kalla (Tärendö, 22 de julho de 1987) é uma esquiadora sueca de cross-country, medalha de ouro na competição dos 15 km skiathlon feminino do esqui cross-country dos Jogos Olímpicos de Inverno de 2018, na Coreia do Sul.